# Categoría de Lusternik-Schnirelmann
En topología el concepto de categoría de Lusternik-Schnirelmann de un espacio topológico {\displaystyle X} es un invariante topológico definido como el mínimo número de conjuntos abiertos y contraibles necesarios para cubrir a {\displaystyle X}.
El concepto fue introducido por Lázar Liustérnik y Lev Schnirelmann.